# I. e. 95
Évszázadok: i. e. 2. század – i. e. 1. század – 1. század
Évtizedek: i. e. 140-es évek – i. e. 130-as évek – i. e. 120-as évek – i. e. 110-es évek – i. e. 100-as évek – i. e. 90-es évek – i. e. 80-as évek – i. e. 70-es évek – i. e. 60-as évek – i. e. 50-es évek – i. e. 40-es évek
Évek: i. e. 100 – i. e. 99 – i. e. 98 – i. e. 97 –  i. e. 96 – i. e. 95 – i. e. 94 – i. e. 93 – i. e. 92 – i. e. 91 – i. e. 90

## Események

### Róma
- Quintus Mucius Scaevolát és Lucius Licinius Crassust választják consulnak.
- A két consul elfogadtatja a Lex Licinia Mucia civilibus regundis törvényt, amely felülvizsgálja a római polgárjogok kiadását[1] és a csalókat aránytalanul szigorú büntetéssel sújtja.

### Hellenisztikus birodalmak
- A Szeleukida Birodalomban három királyjelölttel kitör a belviszály. Az előző évben meggyilkolt VIII. Antiokhosz Grüphosz fia, VI. Szeleukosz a hatalmába kerítette Antiokheiát, majd legyőzte és megölte apja riválisát, IX. Antiokhosz Küzikénoszt. Ennek fia, X. Antiokhosz Euszebész Dél-Szíriában szintén királlyá kiáltja ki magát és helyzetét megerősítendő, feleségül veszi apja özvegyét, Kleopátra Szelénét.
- Eközben VIII. Antiokhosz Grüphosz fia (VI. Szeleukosz testvére), III. Démétriosz Damaszkuszt keríti hatalmába és szintén bejelenti igényét a koronára.
- A római szenátus határozata alapján Cilicia provincia kormányzója, Lucius Cornelius Sulla lemondatja IX. Ariarathész kappadókiai királyt (VI. Mithridatész pontoszi király fia, akit apja ültetett a trónra, hogy biztosítsa a királyság alárendelt helyzetét). Helyét egy kappadókiai nemes, I. Ariobarzanész veszi át.

### Pártus Birodalom
- II. Mithridatész pártus uralkodó Örményország vazallus királyává teszi az addig túszként az udvarában nevelkedő II. Tigranészt.

## Születések
- Marcus Porcius Cato Minor (Ifjabb Cato), római politikus, író és szónok

## Fordítás
- Ez a szócikk részben vagy egészben  a(z)   95 av. J.-C. című francia Wikipédia-szócikk ezen változatának fordításán alapul.  Az eredeti cikk szerkesztőit annak laptörténete sorolja fel. Ez a jelzés csupán a megfogalmazás eredetét és a szerzői jogokat jelzi, nem szolgál a cikkben szereplő információk forrásmegjelöléseként.